# Französisches Gymnasium Berlin
Il Französisches Gymnasium Berlin ("Ginnasio francese di Berlino") è una scuola superiore di Berlino.

## Storia

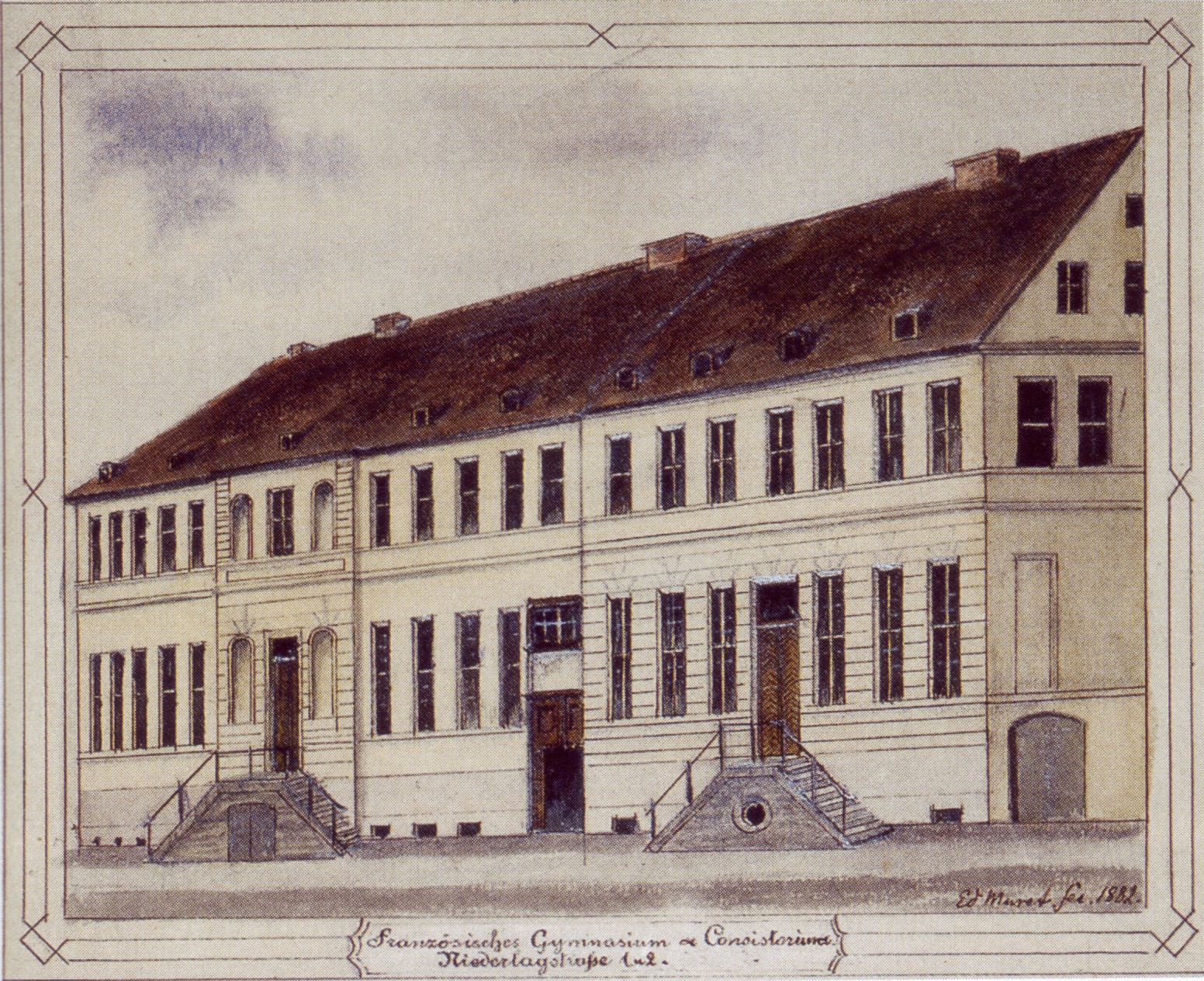
Il palazzo Wangenheim.

In seguito alla revoca dell'editto di Nantes da parte del re di Francia Luigi XIV, e il divieto di praticare il culto protestante in Francia, migliaia di Ugonotti emigrarono all'estero. Circa quindicimila di essi si stabilirono a Berlino, soprattutto quelli provenienti da Metz.
Il ginnasio fu fondato nel 1689 dal principe elettore Federico I di Prussia e da allora la scuola ha mantenuto il francese come lingua d'insegnamento, persino durante il Terzo Reich.
Durante la sua storia il ginnasio ha cambiato sede, spostandosi fra i diversi quartieri di Berlino. Insediato nel 1701 nel palazzo Wangenheim, sulla Niederlagstraße (vicino alla Unter den Linden), vi restò fino al 1873, data in cui traslocò sulla Reichstagufer sulle rive della Sprea, accanto all'attuale palazzo del Reichstag, in un edificio appositamente costruito a spese del concistoro ugonotto in cambio della garanzia della conservazione del francese come lingua d'insegnamento. L'edificio fu distrutto durante i bombardamenti del 1945, qualche settimana prima della fine della Seconda Guerra mondiale.
Dopo la fine del conflitto, il ginnasio si insediò nella parte nord della città, sulla Zeppelinplatz, nel quartiere di Wedding, che all'epoca si trovava nel settore francese di Berlino. Un altro istituto, posto alle dipendenze del governo militare francese di Berlino (GMFB), era ospitato nel quartiere di Frohnau nel distretto di Reinickendorf e contava una cinquantina di allievi. Le due strutture si fusero nel 1952, e i corsi incominciarono l'anno successivo nella nuova sede vicino alla Kurt-Schumacher-Damm, nella città Pasteur, non lontano dall'aeroporto di Tegel; dal 1973, infine, la scuola trovò sede nel quartiere del Tiergarten (distretto del Mitte), a nord della Nollendorfplatz.